# Kirkby Mallory
Kirkby Mallory är en by i civil parish Kirkby Mallory, Peckleton & Stapleton, i distriktet Hinckley and Bosworth, i grevskapet Leicestershire i England. Byn är belägen 13 km från Leicester. Kirkby Mallory var en civil parish fram till 1935 när blev den en del av Peckleton och Newbold Verdon. Civil parish hade 231 invånare år 1931. Byn nämndes i Domedagsboken (Domesday Book) år 1086, och kallades då Cher(ch)ebi.